# Strychnos lobelioides
Strychnos lobelioides är en tvåhjärtbladig växtart som beskrevs av Krukoff och Barneby. Strychnos lobelioides ingår i släktet Strychnos och familjen Loganiaceae. Inga underarter finns listade i Catalogue of Life.